# Het snelle geld
Het snelle geld is een televisieprogramma dat in 2012 wordt uitgezonden door de VPRO op Nederland 1. Het wordt gepresenteerd door Jort Kelder.
Het snelle geld is een achtdelige televisieserie over de geschiedenis van 25 jaar Nederlands kapitalisme, van 1987 tot 2012. Jort Kelder levert persoonlijke getuigenissen en observaties, gebruikt televisiefragmenten en commercials, en getuigenissen van onder meer Cees van der Hoeven, Nina Brink, Jan Timmer, Aarnout Loudon, Herman Wijffels, Paul Meijer, Jan Kuitenbrouwer, Roel Pieper, Maurice de Hond, Peter Paul de Vries, Jan des Bouvrie, Rutger Schimmelpenninck, Oscar Hammerstein, Joep van den Nieuwenhuyzen, Erik de Vlieger, Emile Ratelband en Joop Braakhekke.
Het programma start bij de economie en grote beursgenoteerde bedrijven zoals deze in de jaren tachtig en negentig actief waren, bespreekt de oorzaken en gevolgen van de economische crisis en eindigt uiteindelijk bij de vraag of het kapitalisme nog toekomst heeft, en zo ja, hoe dat dan vorm zou moeten krijgen. De circulaire economie wordt ter sprake gebracht, en Jort Kelder zegt dat hij wel wat voelt voor groen-rechts.